# Владнику де Жос (Вранча)
Владнику де Жос (рум. Vladnicu de Jos) насеље је у Румунији у округу Вранча у општини Танасоаја. Oпштина се налази на надморској висини од 199 m.

## Становништво
Према подацима из 2002. године у насељу је живело 26 становника, од којих су сви румунске националности.